# Dorfkirche Dautzschen

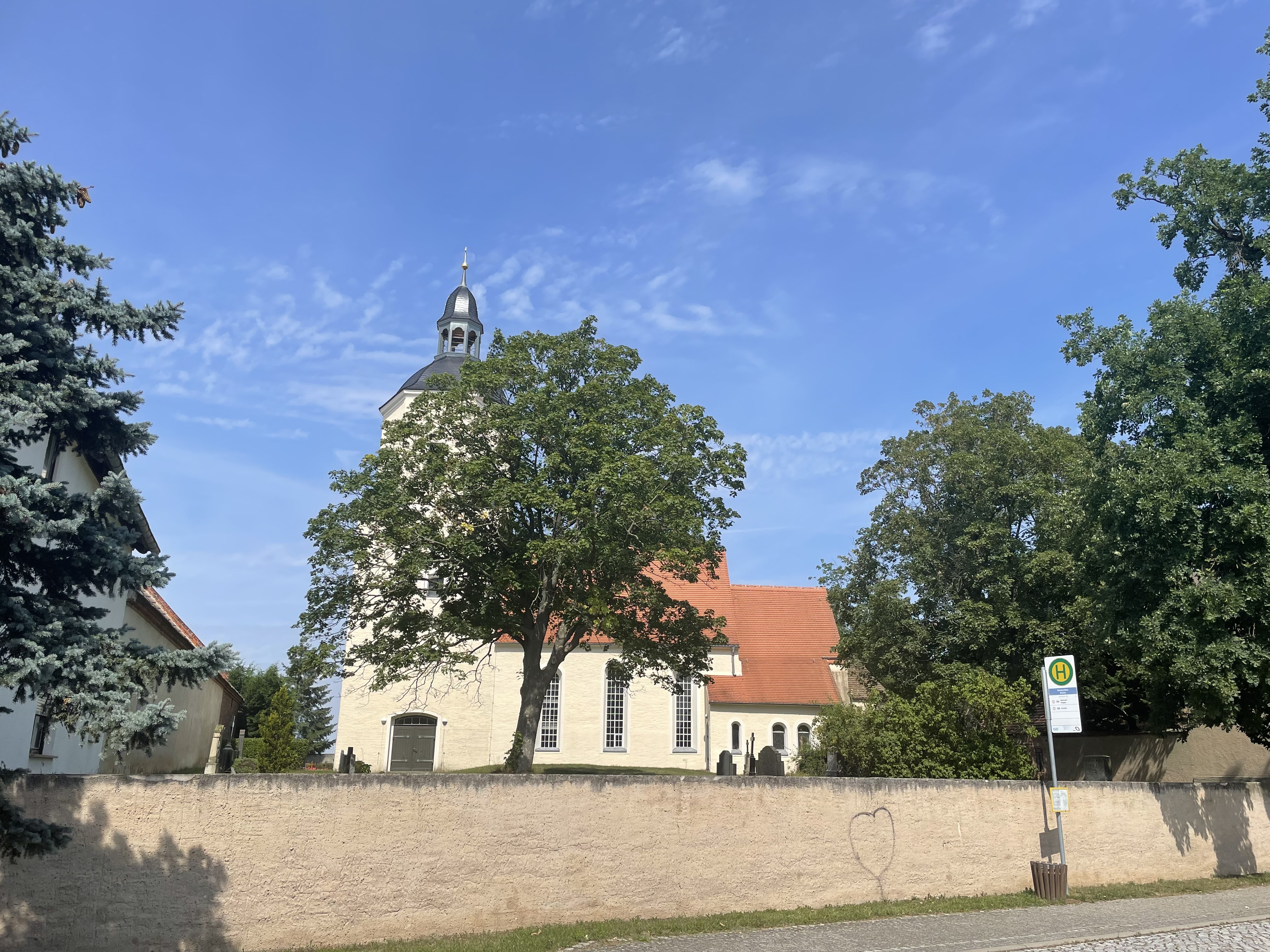
Dorfkirche Dautzschen 2021

Die evangelische Dorfkirche Dautzschen ist eine romanische Saalkirche in Dautzschen, einem Ortsteil der Gemeinde Beilrode im Landkreis Nordsachsen in Sachsen. Die Kirchengemeinde Großtreben-Dautzschen gehört zum Pfarrbereich Annaburg-Klöden-Prettin des Evangelischen Kirchenkreises Wittenberg der Evangelische Kirche in Mitteldeutschland.

## Lage
Die Dorfstraße verläuft bogenförmig von Süden kommend in vorzugsweise nordnordwestlicher Richtung. Die Kirche steht zwischen dem westlichen und dem mittleren Zweig dieser Straße auf einem Grundstück mit einem Kirchfriedhof, der mit einer Mauer eingefriedet ist.

## Geschichte

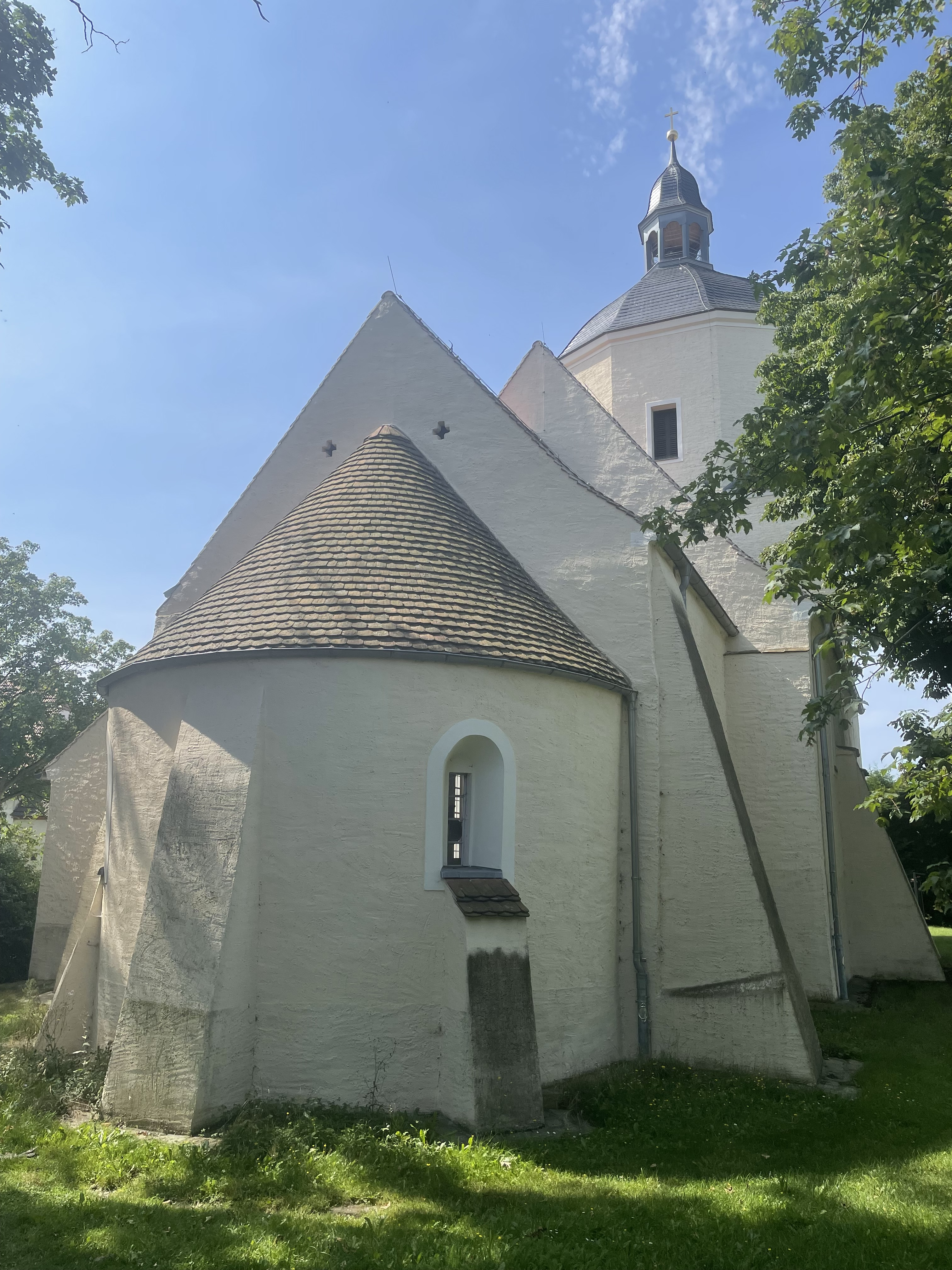
Ansicht von Nordosten 2021, im Vordergrund die halbrunde Apsis

Die Kirchengemeinde gibt auf einer Informationstafel an der Einfriedung des Bauwerks an, dass sie zwischen 1150 und 1200 entstanden sei. Während das Kirchenschiff vorwiegend aus Ziegelsteinen errichtet wurde, besteht der Kirchturm als Raseneisenstein. Die Kirchengemeinde vermutet daher, dass der Turm Teil einer Befestigungslinie entlang der Elbe war und damit vermutlich bereits im 10. oder 11. Jahrhundert entstand. Dieser Turm wurde um 1500 erhöht. Im Dreißigjährigen Krieg durch Brand schwer beschädigt standen im Jahr 1637 lediglich noch die Umfassungsmauern des Bauwerks.
1716 schlug in den Wiederaufbau ein Blitz ein und verursachte erneut große Schäden. Handwerker errichteten daraufhin drei Strebepfeiler an der Apsis. Im Jahr 1776 kam es zu einem Brand im Turm. Beide Glocken stürzten ab und schmolzen. Ein Jahr später kamen zwei neue Bronzeglocken in das Bauwerk, die in Dresden gegossen worden waren. Im Jahr 1842 wurden erhebliche Umbaumaßnahmen durchgeführt. Die vorhandenen Fenster wurden vergrößert, zusätzliche Fenster eingebaut. In der zweiten Hälfte des 19. Jahrhunderts wurde die Nordseite baufällig. Sie wurde 1878 durch drei Strebepfeiler gesichert. Im Jahr 1880 errichtete der Orgelbauer Conrad Geißler aus Eilenburg eine Orgel.

### 20. Jahrhundert
Zu Beginn des neuen Jahrhunderts kam es erneut zu tiefgreifenden Umbaumaßnahmen. Im Jahr 1901 entstand unter anderem eine Sakristei, weiterhin wurde der Hauptzugang von der Südseite des Kirchenschiffs in den Turm verlegt. Im Jahr 1913 erhielt die Kirche einen Anschluss an das elektrische Stromnetz. Im Ersten Weltkrieg musste die Kirchengemeinde die Glocken im Zuge einer Metallspende des deutschen Volkes abgeben. Ein Ersatz kam im Jahr 1919 in Form zweier Gussstahlglocken in den Turm. In den Jahren 1960/1961 erfolgte eine Innensanierung. Dabei wurde die Ausmalung von 1901 durch einen schlichten, weißen Anstrich ersetzt. Ebenso entfernten Handwerker die nördliche und südliche Empore. In den Jahren 1979 und 1980 fand eine Instandsetzung der Außenhülle einschließlich des Daches statt.

### 21. Jahrhundert
In den Jahren 2007 bis 2013 erfolgten weitere Sanierungsarbeiten. Sie umfassten sowohl den Außen-, wie auch den Innenbereich. Dabei wurde der Altar aus der Zeit um 1600 restauriert.

## Baubeschreibung
Das Bauwerk ist eine Vollständige Anlage bestehend aus Apsis, Chor, Kirchenschiff und Westturm. Apsis, Chor und Schiff wurden aus Mauersteinen errichtet, die anschließend verputzt wurden. Die Apsis ist halbrund und stark eingezogen. Sie besitzt zur Nordost- und Südostseite je ein Fenster, deren Laibung durch einen Putz nochmals betont wird. Mittig sowie unterhalb der Fensterbänke ist je ein Strebepfeiler. Die Apsis trägt ein Kegeldach. Der Chor hat einen rechteckigen Grundriss und ist gegenüber dem Schiff ebenfalls eingezogen. An der Nord- und Südseite ist je ein großes, rundbogenförmiges Fenster; am Übergang zur Apsis je ein großer Strebepfeiler. Die Ostwand ist bis auf zwei kleine kreuzförmige Öffnungen im Giebel geschlossen.

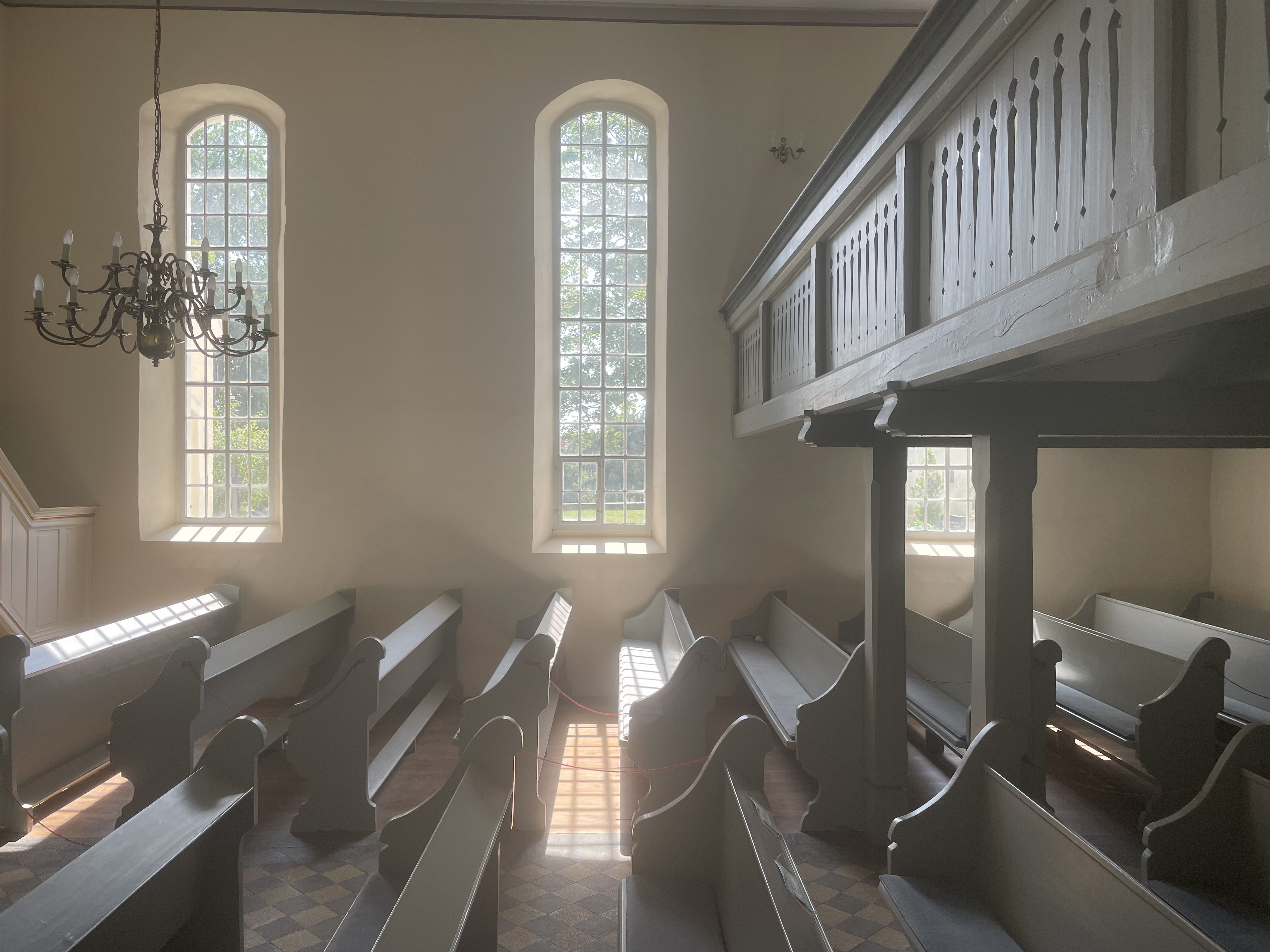
Blick ins Schiff

Das Kirchenschiff hat ebenfalls einen rechteckigen Grundriss. An der Nordseite ist zunächst ein kleines und ebenfalls rundbogenförmiges, hochgesetztes Fenster. Es folgt ein Strebepfeiler sowie ein großes und rundbogenförmiges Fenster, ein weiterer Strebepfeiler sowie erneut ein kleines und hochgesetztes Fenster. An der Südseite des Langhauses befinden sich drei unterschiedlich hohe Rundbogenfenster, die sich annähernd über die gesamte Höhe des Schiffs erstrecken. Zwischen Schiff und Chor ist ein rechteckiger Anbau, der von Westen her betreten werden kann. An der Südseite der Sakristei sind im westlichen Bereich ein, im östlichen Bereich zwei gekuppelte Rundbogenfenster. Chor und Schiff tragen ein schlichtes Satteldach, das durch ein Schleppdach auch die Sakristei mit einbezieht.
Der Kirchturm nimmt die volle Breite des Kirchenschiffs auf. Er besitzt an seiner Südseite ein gedrückt-segmentbogenförmiges Portal, das seit dem letzten Umbau als Hauptzugang zur Kirche dient. Oberhalb ist leicht nach Osten ausmittig versetzt ein kreisförmiges Fenster. Darüber befindet sich in einer spitzbogenförmigen Blende ein gedrückt-segmentbogenförmiges Fenster. Die Nord- und Westseite verfügen in diesem Bereich über keinerlei Öffnungen. Oberhalb erhebt sich das Glockengeschoss. Es besteht aus einem achteckigen Aufsatz mit hochrechteckigen Klangarkaden, die sich an den Himmelsrichtungen orientieren. Darüber ist eine geschweifte, barocke Turmhaube mit Laterne, die mit einer Turmkugel und einem Kreuz abschließt.

## Ausstattung
Der Altar stammt aus der Zeit um 1600. Das Bauwerk ist im Innern flach gedeckt. Auf der Westempore steht eine Orgel, die Conrad Geißler im Jahr 1880 errichtete. An der Südseite des Bauwerks befindet sich ein Denkmal, das an seiner Südseite die Gefallenen aus dem Ersten Weltkrieg namentlich aufführt. An der Nordseite erinnert eine Plakette mit der Inschrift „Zum Gedenken / an die Opfer / des / 2. Weltkrieges“ an die Opfer aus dem Zweiten Weltkrieg. Auf dem Friedhof befindet sich weiterhin das Grab des Königlichen Hegemeisters August Bertram, der 1894 starb sowie die Ruhestätte des Rittergutsbesitzer Wilhelm Fritzsche, der 1924 starb. Unter Denkmalschutz steht weiterhin eine Handschwengelpumpe.